# Герб Сулейман-Стальского района
Герб Сулейма́н-Ста́льского муниципа́льного райо́на — опознавательно-правовой знак, служащий официальным символом муниципального образования «Сулейман-Стальский район». Утверждён решением Собрания депутатов муниципального района «Сулейман-Стальский район» № 148 от 30 мая 2019 года. Внесён в Государственный геральдический регистр Российской Федерации под номером 12416.

## Описание герба
Геральдическое описание гласит:

В золотом поле под узкой зелёной главой и на узкой же золотой оконечности, ограниченных наподобие бегущих вправо волн, но с усечёнными сверху и снизу очертаниями — золотая гора, обременённая вверху серебряной раскрытой книгой в золотом переплете с застежками, а внизу — серебряным мостом с перилами о трёх видимых арках, уходящим за края щита.

Для обозначения административного статуса герба Сулейман-Стальского района может воспроизводиться с короной, соответствующей статусу муниципального образования. Корона воспроизводится согласно Методическим рекомендациями по разработке и использованию официальных символов муниципальных образований, утверждёнными Геральдическим Советом при Президенте Российской Федерации от 28 июня 2006 года.
Авторская группа:
1. идея герба: на основе эскизов участников конкурса на изготовление макета герба и флага Сулейман-Стальского района;
2. геральдическая доработка: Константин Моченов (Химки);
3. художник и компьютерный дизайн: Анна Гарсия (Москва);
4. обоснование символики: Юрий Росич (Москва)[1].

## Обоснование символики
Герб Сулейман-Стальского района был создан на основе эскизов, предоставленных участниками конкурса на изготовление макета герба и флага района.
Данный герб повторяет дизайн флага Сулейман-Стальского района.
Зелёный цвет символизирует природу, здоровье, жизненный рост. Также зеленый является одним из традиционных цветов ислама, исповедуемого большинством жителей района.
Жёлтый цвет — символ урожая, богатства, стабильности, уважения. Жёлтый цвет символизирует радушие жителей района, тепло встречающих всех своих гостей.

Белый цвет — символ чистоты помыслов и стремлений, совершенства, мира и взаимопонимания. Также символизирует снежные вершины Кавказа.

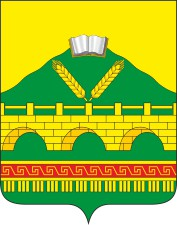
Герб Сулейман-Стальского района 2018 года

## Предыдущий герб
Современный герб имеет схожие черты с предыдущим гербом, утверждённым Решением Собрания депутатов района № 99 от 16 июля 2018 года «Об утверждении Положения о гербе и герба муниципального района „Сулейман-Стальский район“». На гербах присутствуют лезгинский национальный орнамент, мост, книга и гора. Однако на новом гербе отсутствуют красный цвет и колосья. Разработчиком герба 2018 года был Юрий Юрьевич Росич (Москва).